# Закалин, Александр Сергеевич
Александр Сергеевич Закалин (1927—2004) — советский учёный, кандидат философских наук, доктор исторических наук, профессор, также партийный деятель.
Автор ряда работ по отечественной истории, воспитанию, формированию политической культуры личности и общества.

## Биография
Родился 25 марта 1927 года в селе Подборки Перемышльского района Калужской области в семье сельского учителя.
С 1935 по 1944 год учился в Калужской средней школе. Затем был призван в ряды Красной армии и стал участником Великой Отечественной войны. Демобилизовавшись, окончил Калужский учительский институт (ныне Калужский государственный университет имени К. Э. Циолковского), по распределению работал в Калуге с 1948 по 1957 год учителем и завучем городской средней школы. В 1952 году с отличием окончил Московский государственный заочный педагогический институт (МГЗПИ, ныне Московский государственный гуманитарный университет имени М. А. Шолохова).
В 1955 году Александр Закалин был принят в ряды КПСС. С 1957 года находился на партийной работе. С 1964 по 1967 год учился в Академии общественных наук при ЦК КПСС, по окончании которой защитил диссертацию на соискание учёной степени кандидата философских наук на тему «Однопартийность и многопартийность в системе диктатуры пролетариата». Затем снова находился на партийной работе: в 1967 по 1974 год — заведующий отделом Калужского областного комитета КПСС, с 1975 по 1978 год — заместитель заведующего отделом ВЦСПС.
С 1979 года вернулся в сферу педагогики — по 1992 год был доцентом, профессором, заместителем руководителя кафедры Академия общественных наук при ЦК КПСС (ныне Российская академия государственной службы). В 1986 году защитил докторскую диссертацию на тему «Исторический опыт Коммунистической партии в области идейно-политического воспитания и его современное значение : в период становления и совершенствования социализма». С 1993 года — профессор кафедры социологии и политологии Московского государственного гуманитарного университета имени М. А. Шолохова.
Был награждён орденом «Знак Почёта», а также медалями, в числе которых «За победу над Германией в Великой Отечественной войне 1941—1945 гг.», «За воинскую доблесть. В ознаменовании 100-летия со дня рождения В. И. Ленина», «Ветеран Вооружённых Сил СССР». Удостоен Почетных грамот Президиума Верховного Совета РСФСР и Президиума ВЦСПС.
Умер в 2004 году.